# شالغة
شالغة هي قرية في مقاطعة سردشت، إيران. يقدر عدد سكانها بـ 44 نسمة بحسب إحصاء 2016.